# Torre dos Tallianti
A Torre dos Tallianti (em italiano:  Torre dei Tallianti), também conhecida como Turris Alba, é uma antiga torre medieval em Ivrea na Itália.

## História
O palácio e sua torre foram erguidos entre os séculos XII e XIII pela antiga família eporediense dos Tallianti, extinta em 1740.
A torre passou por trabalhos de restauração em 2015.

## Descrição
O edifício é estruturado em torno de um pátio interno, no lado oriental do qual se ergue a torre propriamente dita, com planta quadrada. A torre em si é dois andares mais alta do que o telhado do palácio, atingindo uma altura de 24 metros, e apresenta pequenas aberturas em arco pontudo em suas fachadas. Construída com pedra e tijolos expostos, a torre é adornada em sua parte superior por uma faixa composta por três fileiras de arcos suspensos; o mesmo motivo decorativo pode ser encontrado na fachada do palácio.